# Herodes (procônsul)
Flávio Herodes (em latim: Flavius Herodes) foi um oficial romano do século IV, ativo durante o reinado de Teodósio I (r. 378–395). De acordo com duas inscrições não datadas encontradas em duas cidades da Numídia, Tamúgados e Cuicul, ele era um homem claríssimo que serviu como consular da Numídia. Segundo uma lei preservada no Código de Teodósio (xiii ii.6), entre 394 e 395 serviu como procônsul da África; os autores da PIRT sugerem que também foi conde das sagradas liberalidades em fevereiro de 396.